# 오형근 (1903년)
오형근(吳衡根, 1903년 10월 4일 평북 선천 ∼ ?)은 경찰 간부와 군수 출신의 대한민국 정치인이다. 제3대 민의원의원을 역임했다.

## 약력
- 오산중학교 졸업
- 중국 난징 동명학원 졸업
- 일본 니혼 대학 법과 졸업
- 선천경찰서 보안과장
- 경기도 옹진군·가평군·장단군 군수

## 역대 선거 결과
|  | 55.43% |

|  | 31.51% |

## 참고 자료
- 오형근 - 대한민국헌정회